# Mănăstirea rupestră a pârcălabului Bosie
Mănăstirea rupestră a pârcălabului Bosie este o mănăstire amplasată în Butuceni, raionul Orhei, Republica Moldova. Este un monument istoric și arhitectural de importanță națională inclus în Registrul monumentelor Republicii Moldova ocrotite de stat cu nr. 1069 (raionul Orhei). Datează din 1675.